# CJ Adams
Cameron John „CJ“ Adams (* 6. April 2000 in Rhode Island) ist ein US-amerikanischer ehemaliger Kinderdarsteller.

## Leben
Adams wurde am 6. April 2000 in Rhode Island als Sohn von Donna und Matt Adams geboren. Sein Vater ist Autor und Golfexperte bei der New York Times, zudem moderiert er eine Radiosendung auf SiriusXM. Seine Mutter singt in einem Chor, sein älterer Bruder Austin trat viele Jahre in einem regionalen Theater auf. CJ Adams selbst hatte ursprünglich kein Interesse an der Schauspielerei, ließ sich jedoch von seinem Bruder mit dem Argument, er würde dadurch „auf DVD erscheinen“, überzeugen. Seine erste Rolle spielte Adams 2007 in Peter Hedges Film Dan – Mitten im Leben!. Ebenfalls unter der Regie Hedges übernahm Adams 2012 die Hauptrolle im Film Das wundersame Leben von Timothy Green. Für diese Rolle wurde er für den Saturn-Award 2013 als Bester Nachwuchsschauspieler nominiert und gewann im gleichen Jahr den Young Artist Award in der Kategorie Bester Schauspieler in einem Spielfilm – zehn Jahre oder jünger.

## Filmografie
- 2007: Dan – Mitten im Leben! (Dan in Real Life)
- 2012: Das wundersame Leben von Timothy Green (The Odd Life of Timothy Green)
- 2013: Kleine Helden, große Wildnis (Against the Wild)
- 2013–2014: Chicago Fire (3 Episoden)
- 2014: Godzilla

## Auszeichnungen
- 2013: Young Artist Award in der Kategorie Best Performance in a Feature Film – Young Actor Ten and Under[2]